# Fiqri Dine
Fiqri Dine bég, albánul Fiqri Bej Dine, gyakran Fiqiri Dine (nevének ejtése fit͡ɕɾi dinɛt; Maqellara, 1897. május 5. – Brüsszel, 1960. november 26.) albán politikus, katonatiszt. Ausztriai katonai képzését követően Albániában katona- és csendőrtiszti karriert futott be. Hazája 1939. áprilisi olasz megszállása után szűkebb pátriájában, Dibrában szervezte a fegyveres ellenállást, 1943-tól azonban az antikommunista, kollaboráns politikai szervezetek mellé állt. 1943 elején rövid ideig a belügyi tárcát vezette, majd a Törvényesség vezetője, Abaz Kupi embereként 1944. július–augusztus folyamán negyven napon át Albánia miniszterelnöke volt. Kormányzása sikertelen volt, lemondása után, az Albán Kommunista Párt hatalomátvétele előtt, 1944 októberében külföldre távozott. Hátra lévő éveit emigrációban élte le.

## Életútja
A Dibra-vidéken született szunnita muszlim családban, apja Dine Dine, anyja Salije Dine volt. A középiskolát Dibra és Shkodra városaiban járta ki, majd Ausztriában előbb a welsi hadapródintézet kadétja volt, utóbb a Theresianum Katonai Akadémiát végezte el. 1918-ban tért haza Albániába, ahol törzsi vezetőként Dibrában megszervezte a parancsnoksága alatt álló csendőri szervezetet. Ezt követően Shkodrában állomásozott hadnagyi rangban, majd 1920-ban a csendőri szervezetbe került át, és továbbra is hadnagyi rangban Shkodra csendőrfőnöke lett. Ebben az időszakban gyakran kitüntette magát az albán határt átlépő szerb fegyveresek elleni küzdelemben. 1921-ben az albán hadsereg egyik parancsnoka lett, és a Mirdita területérő be-betörő jugoszláv csapatokkal szembeni harcot irányította.
1924-ben a júniusi forradalommal elűzött Amet Zogu párthívéül szegődött, és 600 fegyverese élén Tirana elfoglalásával segítette Zogut hatalma visszaszerzésében. Ezt követően Zogu legbizalmasabb tiszti körének tagja volt. 1928-ban a tiranai zászlóalj parancsnokává, majd a berati hadosztály parancsnokává léptették elő. 1936-ban a királyi udvar hadsereg-felügyelője, 1938-tól pedig a tiranai csendőrség főparancsnoka volt. Albánia olasz megszállását és a második világháború kirobbanását követően 1940 tavaszán már gerillacsapata élén Dibrában harcolt a megszállók ellen.

### A politika élvonalában
A későbbi években azonban, az Albán Kommunista Párt által dominált Nemzeti Felszabadítási Mozgalom sokasodó katonai sikereivel párhuzamosan Dine az antikommunista, kollaboráns politikai erők vonzásába sodródott. Tagja lett a törvényalkotó szervként működő Fasiszta Korporatív Főtanácsnak. Eqrem Libohova rövid életű kormányában 1943. január 18-a és február 11-e között a belügyminiszteri tárcát vezette, de az országot megszállt olaszok bizalmát túlzott nacionalizmusa miatt nem nyerte el. A későbbiekben az olasz csapatok fényűző, háromszintes maqellarai rezidenciáját felgyújtották. Az 1943. szeptemberi olasz kapitulációt és a Wehrmacht bevonulását követően, 1943. november 1-jén az élére állt annak a Peshkopiában megalapított Nemzeti Védelmi Bizottságnak, amelynek célkitűzése a Nemzeti Felszabadítási Mozgalom katonai előretörésének megakadályozása volt. Ezt követően azonban brit ügynökök közbenjárására mégis beleegyezett, hogy nem fogja segíteni a németeket a dibrai kommunista partizánok elleni fegyveres harcban. Utóbb csatlakozott az Abaz Kupi vezette, önmagát németellenesnek deklaráló, zogista Törvényesség mozgalomhoz.
Dine 1944. június 15-én részt vett az antikommunista albán politikai szervezetek, a Nemzeti Front és a Törvényesség tufinai tanácskozásán. A Törvényesség-vezér Abaz Kupi javaslatára arról született döntés, hogy a hivatalban lévő miniszterelnök, Rexhep Mitrovica lemondatása után Dine alakítson nacionalista egységkormányt. A Mitrovica-kabinet feloszlatása után, 1944. július 19-én Dinét miniszterelnökké nevezték ki, nacionalista-legitimista irányultságú kormánya megkezdte munkáját. Kabinetjének tagjait a Törvényesség és a Nemzeti Front soraiból választotta ki, a belügyi tárcát pedig ő maga vezette. A történetírás szerint Dine valójában csupán névleg volt kormányfő, ténylegesen mindenben a háttérben maradó Abaz Kupi utasításait követte. Negyvennapos kormányfői tevékenysége alatt Dine nem tudott fordítani a zűrzavaros politikai és katonai helyzeten, a megszálló német csapatokra és a kormányerőkre a kommunista partizánok egyre erőteljesebb nyomást gyakoroltak. A németek fegyverrel csak elvétve támogatták a Nemzeti Front és a Törvényesség gerilláit a partizánok elleni harcban, emellett Dinének a szövetségeseket sem sikerült megnyernie, amikor a velük folytatott tárgyalásokon semlegesként igyekezett feltüntetni kormányát. 1944. augusztus 29-én az érdemi munkát ellehetetlenítő körülményekre hivatkozva Dine lemondott, kormánya feloszlott, s pár nappal később a németek bábjaként ismert Ibrahim Biçakçiu alakított kormányt. 1944. szeptember 21-én az antikommunista vezetők, köztük Dine, ismét összegyűltek, ezúttal Prezában, és egy Midhat Frashëri vezette kormány felállításáról döntöttek. Erre azonban a mind reménytelenebbé váló katonai helyzetben, a kommunista partizánbrigádok küszöbön álló végső győzelmének árnyékában nem kerülhetett sor.

### Emigrációban
A kommunista hatalomátvétel elől Dine 1944. október 18-án külföldre szökött, ballista vezetők egy csoportjával – Midhat Frashërivel, Vasil Andonival, Hasan Dostival és Ali Këlcyrával – együtt egy kis halászhajón 1944. október 23-án érkezett Brindisi kikötőjébe. Ezt követően Görögországban telepedett le, és 1946-ig át-átszökött albán területre, hogy az új, kommunista államhatalommal szembeni ellenállást szervezze. Csakhamar a brit titkosügynökség is felkereste, hogy segítse őket a kommunista hatalom elleni diverzáns cselekmények megszervezésében. Miután azonban Dine megtudta, hogy az akciókban a görög hadsereg is részt venne, állítólag azzal az indokkal utasította vissza a felkérést, hogy inkább uralkodjék Enver Hoxha és a kommunisták száz évig az országon, semmint a görögök rátehessék a kezüket dél-albániai területekre. Tizenkét év elteltével, 1958-ban Xhelal fiával együtt Belgium fővárosában, Brüsszelben telepedett le. 1960. november 26-án fia esküvőjén szívroham érte, a hatvanhárom éves Dine azonnal életét vesztette. Két nappal később, november 28-án temették el a molenbeek-saint-jeani temetőben, sírja ma is itt található.

### Magánélete
Rukije Dinével kötött házasságukból hat gyermek, öt fiú (Midhat, Skënder, Xhelal, Tomorr és Sazan), illetve egy leány (Hana) született. 1944 októberében Dine családját hátrahagyva menekült el Albániából. 1944 decemberében a kommunista népbíróság távollétében háborús bűnök és az ellenséggel való kollaborálás vádjával elítélte, Albániában maradt családtagjait pedig deportálták, minden vagyonukat elkobozták (Dibrában több házuk, péküzemük, földterületeik, gyümölcsöseik és szőlőik voltak). 1944 decemberében a kommunista hatóságok feleségét és öt gyermekét internálták, egyedül a Belgrádban tanuló Xhelal kerülte el az üldöztetést. Az anya és öt gyermeke előbb Beratban éltek internáltként, ahonnan később Tepelenába, Savrába, majd Gjazába szállították át a családot. Dine felesége 1960-ban halt meg, valamivel később pedig Skënder fiuk is életét vesztette egy víztározó építési munkálatai során. Az 1991-es rendszerváltást követően az életben maradt Dine gyerekek és sarjaik az Amerikai Egyesült Államokban, New Jersey államban telepedtek le.